# Canon EOS 20D
La Canon EOS 20D és una càmera reflex digital de gamma mitja, anunciada per Canon el 2004. Aquesta, és una evolució de la Canon 10D, llençada al mercat el 2003.
La 20D pot realitzar una ràfega de fins a 5 fps, consta d'un sistema AF de 9 punts i un sensor d'imatge de 8,2 megapíxels.

## Característiques
Les seves característiques més destacades són:
- Sensor CMOS APS-C de 8,2 megapíxels
- Processador d'imatge DIGIC II
- 9 punts d'autoenfocament
- Disparo continu de 5 fotogrames per segon
- Sensibilitat ISO 100 - 1.600 (ampliable fins a 3.200)
- Pantalla LCD d'1,8" de 118.000 píxels
- Bateria BP-511A

## Diferències respecte a la 10D
La Canon 20D té un sensor d'imatge amb més megapíxels (8,2Mpx en lloc de 6,3Mpx). La nova Canonés més ràpida en varis aspectes ja que incorpora un sistema d'enfocament automàtic millorat, amb 9 punts en lloc de 7 punts AF, una rafega de 5 fps en lloc de 3 fps de la 10D i un temps d'exposició mínim d'1/8000 en lloc d'1/4000.
El visor de la 20D també va millorar respecte a la seva antecessora, aquest consta d'una ampliació de 0,9x en lloc de 0,88x.

## Inclòs a la caixa
- Cos de la Canon EOS 20D
- Ocular Eb
- Corretja per la càmera EW-100DGR
- Bateria BP-511A
- Bateria de liti CR2016 (Data / temps)
- Carregador de bateria CG-580/CB-5L
- Cable USB IFC-400CPU
- Cable de vídeo VC-100
- CD de software: EOS Digital Solution i d'instruccions
- CD d'Adobe Photoshop Elements

## Accessoris compatibles
- Tots els objectius amb muntura EF / EF-S
- Flaixos amb muntura Canon
- Targetes de memoria Compact Flash